# Морозилка (фильм)
«Морозилка» (англ. Freezer) — американский фильм 2014 года режиссёра Микаэля Саломона.

## Сюжет
Роберт Сондерс (Дилан МакДермотт), обычный механик, после вечеринки просыпается и обнаруживает, что он заперт в морозилке на мясокомбинате. Кроме него здесь также связанный замёрзший полицейский. Входят двое, по виду бандиты, и начинают что-то требовать от Роберта. Когда понимают, что из-за языкового барьера допрос бесполезен, уходят. Оставшись один Роберт, чтобы согреться, снимает одежду с трупа полицейского, и обнаруживает звенящий сотовый телефон. Звонит детектив, который сначала обращается к нему «Сэм». Роберт объясняет ему ситуацию. В это время возвращаются бандиты и уничтожают телефон. На этот раз их сопровождает владеющая английским языком Алиса (Юлия Снигирь). Становится понятно, что это русские бандиты, и они обвиняет Роберта в краже у них 8 миллионов долларов и требует их вернуть. Роберт пытается убедить их, что произошла ошибка. Но ему говорят, что у него есть четыре часа, после чего температура в морозилке понизится и он замёрзнет насмерть. Все трое русских уходят. Роберт понимает, что выхода нет. Но через какое-то время в морозилку заходит Алиса и предлагает сделку…

## В ролях
- Дилан МакДермотт — Роберт Сондерс
- Юлия Снигирь — Алиса
- Маркус Парило — Олег
- Рафаэль Петарди — Вадим
- Андрей Ивченко — Кирилл
- Милан Малисич — Степан
- Дэвид МакНэлли — детектив Эл Дориан
- Питер Фачинелли — детектив Сэм Гуров

## Рецензии
- Peter Labuza — Film Review: 'Freezer' // Variety, Jan 20, 2014
- Annlee Ellingson — Review: Heated action in the close confines of ‘Freezer’ // Los Angeles Times, Jan. 16, 2014